# Morten Agerholm Jensen
Morten Agerholm Jensen (født 15. marts 1995 i Dronninglund) er en dansk skuespiller, der blandt andet har medvirket i tv-serien Hooligan og i hovedrollen som Lasse i Jesper Quistgaards film Sønnike fra 2025.

## Levnedsløb
Agerholm Jensen har inden skuespillerkarrieren taget en bachelorgrad i dansk på Aalborg Universitet. Han fik sit gennembrud som hooligan i DR's serie af samme navn i 2021. Hans første filmhovedrolle blev i Sønnike i 2025 i rollen som Lasse, der pludselig får ansvaret for sin langt yngre lillebror Vincent, da forældrene dør i en bilulykke.

## Roller

### TV
- Hooligan (2021-2022, 14 episoder) - Jønsson
- Agent (2023, 1 episode) - Kian
- Carmen Curlers (2023, 1 episode) - Henning H.
- Familier som vores (2024, 2 episoder) - Niels

### Film
- Vogter (2024) - fængselsbetjent
- Sønnike (2025) - Lasse
- Kærlighedens gerninger (2025) - fisker